# Jessica Fox (Schauspielerin)

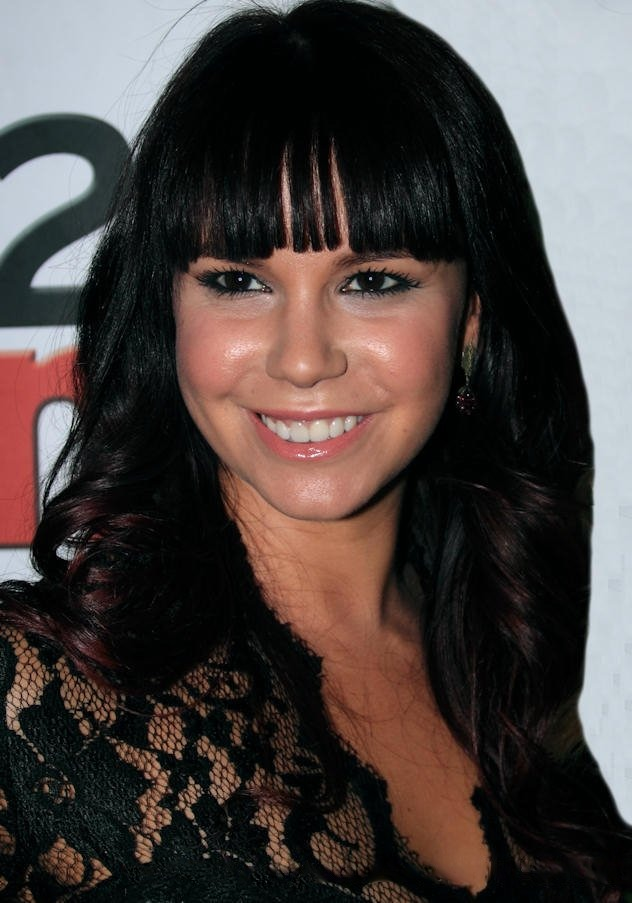
Jessica Fox (April 2011)

Jessica Ann Fox (* 19. Mai 1983 in Maidenhead, Berkshire) ist eine britische Schauspielerin.

## Leben und Karriere
Jessica Fox besuchte die Redroofs Theatre School in Maidenhead. 1992 erhielt sie ihre erste Sprechrolle im Musicalfilm The Muppet Christmas Carol. Weitere Auftritte folgten in Back Home, The Bill, Trial & Retribution und The Ruth Rendell Mysteries. Anschließend bekam sie 1997 in der Miniserie The Phoenix and the Carpet eine Hauptrolle. Seit 2006 ist sie in der Channel-4-Serie Hollyoaks zu sehen.
Jessica Fox ist seit 2020 verheiratet und Mutter eines Sohnes.

## Filmografie (Auswahl)
- 1997: The Phoenix and the Carpet (Fernsehserie)
- 2001: Holy Joe (Spielfilm)
- 2001: Back Home (Spielfilm)
- 2003: Crossroads (Fernsehserie)
- seit 2005: Hollyoaks (Fernsehserie)
- 2008–2012: Hollyoaks Later (Fernsehserie)